# Nuolenkari
Nuolenkari är en ö i Finland. Den ligger i Finska viken och i kommunen Fredrikshamn i den ekonomiska regionen  Kotka-Fredrikshamn i landskapet Kymmenedalen, i den södra delen av landet. Ön ligger nära Kotka och omkring 120 kilometer öster om Helsingfors.
Öns area är 0,5 hektar och dess största längd är 130 meter i sydöst-nordvästlig riktning.